# 우척현 전투
우척현 전투(牛脊峴戰鬪)는 임진왜란 초기 일본군 제6진 고바야카와 다카카게(小早川隆景)가 정암진 전투, 웅치 전투, 이치 전투에 이어 4번째로 거창을 통해 전라도를 침략하려다가 김면(金沔)과 정인홍(鄭仁弘) 등의 의병들과 싸워 크게 패한 전투이다.

## 배경
임진왜란 당시 전라도로 침입하려는 일본군 장수들 중 제6진 고바야카와 다카카게만이 조선 군민들의 강력한 저항으로 전라도 진격 작전이 실패하고 있었고 정암진 전투의 첫 패전 이후 총공세를 감행했으나 1592년 8월 14일(음력 7월 8일) 본대가 이치 전투에서 권율(權慄)에 의해 궤멸당했고 부하 안코쿠지 에케이(安国寺恵瓊)도 웅치 전투에서 조선군을 격파했으나 막대한 피해만 입고 철수했다. 결국 고바야카와는 8월 15일(음력 7월 9일) 경상도 김천에 주둔하던 1500명의 별군을 이끌고 경상도 거창을 거쳐 전라도 장수로 진격하기로 결정한다.

## 전투 과정
8월 16일(음력 7월 10일) 일본군은 거창 북쪽 우척현에 당도했고 우척현에 조선군이 없자 우척현 고개를 넘기 시작했다. 그러나 우척현 고개에는 음력 5월 10일 정인홍과 함께 의병을 일으킨 김면의 의병들이 기다리고 있었다. 김면은 곽준(郭遵), 문위, 윤경남, 박정번, 유중룡, 조종도(趙宗道) 등의 휘하 장수들을 두고 거창에서 군량을 모아 4~5일간 집안의 종 700명을 포함한 총 2000명의 의병들을 모집하고 김성일(金誠一)이 보내준 만호 황응남, 판관 이형(李亨) 등의 관군과도 합류해 전투 준비를 했다. 일본군 선봉대가 고갯마루를 넘자 일제히 3면에서 활을 쏴 막대한 피해를 입히고 일본군이 크게 당황하고 결국 그 동안 의병들이 계속 활을 쏴 일본군 대열은 완전히 붕괴되었다. 후퇴하던 일본군을 의병들이 추격하자 일본군은 시체도 남겨두고 철수하고 말았다. 결국 고바야카와 다카카게의 마지막 전라도 진격은 완전히 실패했고 더 이상 전라도에 들어갈 수가 없었다.